# Премія Парацельса
Пре́мія Параце́льса (нім. Paracelsus-Preis) — наукова нагорода від Швейцарського хімічного товариства для видатних хіміків, які здобули міжнародне визнання. Премію засновано на базі медалі Парацельса, яку заснували 1940 року, перше вручення медалі відбулося у 1941 році, а премію вперше вручено у 1982 році. Нагороду названо на вшанування пам'яті швейцарського алхіміка, лікаря, філософа, природознавця, натурфілософа епохи Відродження Теофраста Парацельса (1493—1541).
Нагорода присуджується кожні два роки і складається з грошової суми у 20 000 швейцарських франків та золотої медалі.

## Лауреати нагороди
Медаль Парацельса (1941-1976)
- 1941: Роберт Робінсон
- 1953: Отто Ган
- 1955: Раймонд Делабі[de]
- 1958: Фрідріх Фіхтер[en]
- 1959: Ганс Меєрвайн[en]
- 1964: Крістофер Кельк Інголд[en]
- 1967: Манфред Ейген
- 1971: Джон Монтет Робертсон[en]
- 1976: Еміль Шербульє[de], Герольд Шварценбах[en], Владимир Прелог

Премія Парацельса (з 1982)
- 1982: Жан-Марі Лен
- 1984: Елайс Джеймс Корі
- 1986: Джек Девід Дуніц[en]
- 1988: Френк Вестгаймер[en]
- 1990: Рональд Бреслоу[en]
- 1992: Джек Галперн[en]
- 1994: Франк Альберт Коттон
- 1996: Джек Льюїс[en]
- 1999: Альберт Ешенмозер[en]
- 2002: Мартін Квак[en]
- 2004: Джордж Вайтсайдс[en]
- 2006: Джек Болдвін
- 2008: Бернард Ферінга
- 2010: Стівен Віктор Лей[en]
- 2012: Бернд Гізе[en]
- 2014: Річард Шрок
- 2016: Міхаель Гретцель
- 2018: Рудольф Еберсольд[en]
- 2020: Скотт Денмарк[en]
- 2022: Антоніо Тоньї (англ. Antonio Togni)
- 2024: Армідо Штудер (англ. Armido Studer)[1]